# Мост через Чесапикский залив
Мост через Чесапикский залив (англ. Chesapeake Bay Bridge) — два параллельных автомобильных моста через Чесапикский залив, соединяющих Западный и Восточный берег штата Мэриленд. Южный мост (в настоящее время используется для движения на восток) был построен в 1952. В 1973 к северу от первого моста был построен второй параллельный мост, который теперь используется преимущественно для движения на запад. Официальное название (редко используется) — William Preston Lane, Jr. Memorial Bridge (мост имени Уильяма Престона Лейна-младшего).